# Lijst van oorlogsmonumenten in Den Haag
De gemeente Den Haag heeft 71 oorlogsmonumenten. Hieronder een overzicht.
| Nr.                             | Object                                                     | Herdachte groep | Ontwerper                                                              | Onthulling        | Type                      | Locatie                                         | Plaats       | Coördinaten                  | Foto                                                      |
| ------------------------------- | ---------------------------------------------------------- | --- | ---------------------------------------------------------------------- | ----------------- | ------------------------- | ----------------------------------------------- | ------------ | ---------------------------- | --------------------------------------------------------- |
| 116                             | Wereldvredesvlam                                           | algemeen | Heleen van der Sanden-de Groot (monument)                              | 18 april 2002     | zuil                      | Carnegieplein, 2517 KH                          | Den Haag     | 52° 5' 13" NB, 4° 17' 52" OL | Meer afbeeldingen                                         |
| 118                             | De Wachter                                                 | algemeen, militairen in dienst van het Ned. Kon. na 1945                                                                                                  | Shinkichi Tajiri                                                       | 26 februari 1997  | beeld/sculptuur           | Nassauplein, 2585 EA                            | Den Haag     | 52° 5' 23" NB, 4° 18' 20" OL | De Wachter                                                |
| 280                             | Monument in de Reinkenstraat                               | vervolgden Nederland, verzet Nederland | Loek Bos                                                               | 22 maart 2002     | plaquette                 | Reinkenstraat 19, 2517 CV                       | Den Haag     | 52° 4' 52" NB, 4° 17' 2" OL  | Monument in de Reinkenstraat                              |
| 337                             | Menselijke Vergissing                                      | burgerslachtoffers | Marijke de Goey                                                        | 1991              | beeld/sculptuur           | Schenkkade 1, 2595 AP                           | Den Haag     | 52° 4' 48" NB, 4° 20' 26" OL | Menselijke Vergissing                                     |
| 338                             | V2-wapens                                                  | burgerslachtoffers |                                                                        |                   | plaquette                 | Indigostraat, 2563 RE                           | Den Haag     | 52° 4' 5" NB, 4° 16' 11" OL  | V2-wapens                                                 |
| 339                             | Plaquette Prinses Irene Brigade                            | militairen in dienst v.h. Ned. Koninkrijk 1940-1945, overig                                                                                               |                                                                        |                   | plaquette                 | Rond de Grote Kerk, 2513 AM                     | Den Haag     | 52° 4' 37" NB, 4° 18' 24" OL | Plaquette Prinses Irene Brigade                           |
| 340                             | Brits ereveld                                              | geallieerde militairen | Reginald Blomfield (ontwerp Offerkruis)                                |                   | begraafplaats/graf        | Ockenburgstraat                                 | Den Haag     |                              | Meer afbeeldingen                                         |
| 341                             | Wilhelminaplaquette                                        | overig |                                                                        | 31 augustus 1977  | plaquette                 | Nieuwe Parklaan 110, 2587 BW                    | Den Haag     | 52° 6' 32" NB, 4° 17' 15" OL | Wilhelminaplaquette                                       |
| 342                             | Englandspiel                                               | slachtoffers Englandspiel |                                                                        | 3 mei 1980        | plaquette                 | Binnenhof (Den Haag) 4, 2513 AA                 | Den Haag     | 52° 2' 4" NB, 4° 11' 51" OL  | Englandspiel                                              |
| 343                             | Irenemonument                                              | algemeen | Aart van den IJssel (beeldhouwer), J.J.A. Smets (architect)            | 7 februari 1959   | beeld/sculptuur           | Burgemeester de Monchyplein                     | Den Haag     | 52° 5' 22" NB, 4° 18' 12" OL | Irenemonument                                             |
| 344                             | Reliëf Gevallenen 1940-1945                                | burgerslachtoffers | Rudi Rooijackers                                                       | 3 mei 1967        | reliëf                    | Lange Poten 10, 2511 CL                         | Den Haag     | 52° 4' 43" NB, 4° 18' 53" OL | Reliëf Gevallenen 1940-1945                               |
| 345                             | Monument voor het Bezuidenhoutkwartier                     | burgerslachtoffers | Dienst Gemeentewerken                                                  | 3 maart 1951      | begraafplaats/graf        | Kerkhoflaan 12, 2585JB                          | Den Haag     | 52° 5' 44" NB, 4° 18' 13" OL | Monument voor het Bezuidenhoutkwartier                    |
| 346                             | Monument aan de Parallelweg                                | burgerslachtoffers, verzet Nederland |                                                                        | 29 maart 1946     | plaquette                 | Parallelweg, 2525 NA                            | Den Haag     | 52° 3' 52" NB, 4° 18' 45" OL | Monument aan de Parallelweg                               |
| 347                             | Monument aan de Laan van Nieuw Oost-Indië                  | burgerslachtoffers, verzet Nederland |                                                                        |                   | plaquette                 | Laan van Nieuw Oost-Indië 3-3a                  | Den Haag     | 52° 5' 16" NB, 4° 20' 7" OL  | Monument aan de Laan van Nieuw Oost-Indië                 |
| 348                             | Monument Zoeklichtafdeling                                 | militairen in dienst van het Ned. Kon. 1940-1945 | Sgt. H. van Lennep                                                     | 14 augustus 1940  | zuil                      | Binckhorstlaan 149, 2516 BA                     | Den Haag     | 52° 4' 3" NB, 4° 20' 20" OL  | Monument Zoeklichtafdeling                                |
| 350                             | Davidster                                                  | vervolgden Nederland | Dick Stins                                                             | 12 oktober 1967   | plaquette                 | Gedempte Gracht 40, 2512 AK                     | Den Haag     | 52° 4' 35" NB, 4° 18' 51" OL | Davidster                                                 |
| 351                             | Oranjehotel                                                | verzet Nederland | D. Roosenburg (architect), Albert Polydor Termote (reliëf)             | 5 oktober 1946    | overig                    | Stevinstraat, 2587 EA                           | Scheveningen | 52° 6' 38" NB, 4° 17' 28" OL | Oranjehotel                                               |
| 352                             | Monument voor hen die vielen                               | overig | Arie Teeuwisse                                                         | 28 oktober 1961   | beeld/sculptuur           | Keizerstraat, 2584 BA                           | Scheveningen | 52° 6' 19" NB, 4° 16' 29" OL | Monument voor hen die vielen                              |
| 353                             | Dwangarbeiders                                             | burgerslachtoffers | Marcel Prins                                                           | 1 november 1999   | boom                      | Zuid-Hollandplein 1, 2596 AW                    | Den Haag     | 52° 5' 14" NB, 4° 18' 54" OL | Dwangarbeiders                                            |
| 374                             | Madurodam                                                  | algemeen, allen, militairen in dienst v.h. Ned. Koninkrijk 1940-1945, vervolgden Nederland, verzet Nederland                                              | ir. Siebe Jan Bouma                                                    | 2 juli 1952       | beeld/sculptuur           | George Maduroplein 1, 2584 RZ                   | Den Haag     | 52° 5' 57" NB, 4° 17' 60" OL |                                                           |
| 435                             | Stijkelmonument                                            | verzet Nederland | Marian Gobius (1910-1994)                                              | 4 mei 1953        | beeld/sculptuur           | Ockenburgstraat 27, 2553 AA                     | Den Haag     |                              | Stijkelmonument                                           |
| 528                             | Monument van Puin                                          | Afgebroken woonbuurten vanwege aanleg Atlantikwall | Donald Duk                                                             | 1976              | beeld/sculptuur           | Puinduinen nabij Wijdaelerduin                  | Den Haag     | 52° 3' 41" NB, 4° 13' 7" OL  | Monument van Puin                                         |
| 615                             | Monument bij de tuin van de Raad van State                 | algemeen |                                                                        |                   | mozaïek                   | Paleisstraat                                    | Den Haag     | 52° 4' 53" NB, 4° 18' 27" OL | Monument bij de tuin van de Raad van State                |
| 616                             | Koningin Wilhelmina                                        | verzet Nederland, overig | Charlotte van Pallandt (beeld), Sam van Embden (voetstuk, achtergrond) |                   | beeld/sculptuur           | Paleisstraat, 2514 JA                           | Den Haag     | 52° 4' 55" NB, 4° 18' 26" OL | Koningin Wilhelmina                                       |
| 620                             | Centraal Monument voor Gevallen PTT'ers                    | burgerslachtoffers | Hildo Krop (1884-1970)                                                 | 4 mei 1950        | zuil                      | Nassauplein, 2518 AA                            | Den Haag     | 52° 5' 23" NB, 4° 18' 20" OL | Centraal Monument voor Gevallen PTT'ers                   |
| 621                             | Juliana van Stolberg                                       | burgerslachtoffers | Bon Ingen-Housz (1881-1953)                                            | 1927              | beeld/sculptuur           | Juliana van Stolberglaan, 2595 CA               | Den Haag     | 52° 5' 2" NB, 4° 20' 20" OL  | Juliana van Stolberg                                      |
| 623                             | Reliëf slachtoffers 40-45                                  | algemeen | Theo van der Nahmer (1917-1989)                                        | 30 augustus 1952  | reliëf                    | Tesselseplein, 2583 HN                          | Scheveningen | 52° 5' 24" NB, 4° 15' 29" OL | Meer afbeeldingen                                         |
| 680                             | Nationaal Monument voor de Koninklijke Marine              | militairen in dienst van het Ned. Kon. 1940-1945 | Mari Andriessen (1897-1979)                                            | 14 juni 1966      | beeld/sculptuur           | Zeekant, 2586 NA                                | Scheveningen | 52° 6' 8" NB, 4° 15' 53" OL  | Nationaal Monument voor de Koninklijke Marine             |
| 766                             | Bevrijdingsmonument Loosduinen                             | verzet Loosduinen | Pieter Biesiot en M.M. Ossenburg                                       | 26 april 1955     | zuil                      | Loosduinse Hoofdstraat, 2552 AA                 | Den Haag     | 52° 3' 11" NB, 4° 14' 4" OL  | Bevrijdingsmonument Loosduinen                            |
| 824                             | Sinti en Roma monument                                     | vervolgden Nederland |                                                                        | 4 mei 1990        | beeld/sculptuur           | Vondelstraat, t.o. Bilderdijkstraat 47, 2513 CM | Den Haag     | 52° 4' 49" NB, 4° 18' 6" OL  | Sinti en Roma monument                                    |
| 828                             | Grenadiers en Jagers                                       | militairen in dienst van het Ned. Kon. 1940-1945 en na 1945                                                                                               | Dirk Bus (1907-1978)                                                   | 6 oktober 1951    | beeld/sculptuur           | Böttgerwater, 2497 ZJ                           | Den Haag     | 52° 5' 30" NB, 4° 17' 2" OL  | Meer afbeeldingen                                         |
| 1011                            | Englandspiel                                               | slachtoffers Englandspiel en andere geparachuteerde agenten                                                                                               | Titus Leeser (1903-1996)                                               | 3 mei 1980        | beeld/sculptuur           | Hogeweg                                         | Den Haag     | 52° 5' 57" NB, 4° 17' 15" OL | Englandspiel                                              |
| 1012                            | Haags herdenkingsmonument 1940-1945                        | algemeen, burgerslachtoffers, verzet Nederland | Appie Drielsma (1937)                                                  | 1992              | beeld/sculptuur           | Carnegieplein, 2517 KH                          | Den Haag     | 52° 5' 13" NB, 4° 17' 52" OL | Haags herdenkingsmonument 1940-1945                       |
| 1013                            | Indisch monument                                           | militairen in dienst van het Ned. Kon. 1940-1945, burgers Nederlands-Indië                                                                                | Jaroslawa Dankowa                                                      | 15 augustus 1988  | beeld/sculptuur           | Prof. B.M. Teldersweg                           | Den Haag     | 52° 5' 52" NB, 4° 17' 40" OL | Meer afbeeldingen                                         |
| 2124                            | Monument De Ooievaars                                      | vervolgden Nederland |                                                                        |                   | gedenksteen               | Het Haags Voetbalmuseum                         | Scheveningen |                              | Monument De Ooievaars                                     |
| 2126                            | Engelandvaarders                                           | verzet Nederland |                                                                        | 24 april 2003     | plaquette                 | Gevers Deynootplein 30, 2586 CK                 | Scheveningen | 52° 6' 46" NB, 4° 16' 56" OL | Engelandvaarders                                          |
| 2164                            | V2-informatiebord                                          | burgerslachtoffers | Marcel Prins                                                           | 8 september 2000  | overig                    | Schenkkade1, 2595 AP                            | Den Haag     | 52° 4' 48" NB, 4° 20' 26" OL | V2-informatiebord                                         |
| 2216                            | Indische plaquette                                         | militairen in dienst van het Ned. Kon. 1940-1945, burgers Nederlands-Indië                                                                                |                                                                        | 15 augustus 1985  | plaquette                 | Binnenhof 1a, 2513 AA                           | Den Haag     | 52° 2' 3" NB, 4° 11' 48" OL  | Indische plaquette                                        |
| 2217                            | Erelijst van Gevallenen 1940-1945                          | verzet Nederland, militairen in dienst van het Ned. Kon. 1940-1945, burgers Nederlands-Indië, koopvaardijpersoneel                                        |                                                                        | 4 mei 1960        | overig                    | Binnenhof 1a, 2513 AA                           | Den Haag     | 52° 2' 3" NB, 4° 11' 48" OL  | Erelijst van Gevallenen 1940-1945                         |
| 2318                            | Plaquette in het NS-station (1)                            | burgerslachtoffers | ir. Hermanus Gerardus Jacob Schelling, H.J. Winkelman                  |                   | plaquette                 |                                                 | Den Haag     | 52° 4' 42" NB, 4° 18' 49" OL | Plaquette in het NS-station (1)                           |
| 2299                            | Plaquette in het NS-station (2)                            | burgerslachtoffers | ir. H.G.J. Schelling, H.J. Winkelman                                   | 16 januari 1948   | plaquette                 |                                                 | Den Haag     | 52° 4' 42" NB, 4° 18' 49" OL | Plaquette in het NS-station (2)                           |
| 2345                            | Plaquette in het NS-station (3)                            | burgerslachtoffers | ir. H.G.J. Schelling, H.J. Winkelman                                   | 16 juli 1948      | plaquette                 |                                                 | Den Haag     | 52° 4' 42" NB, 4° 18' 49" OL | Plaquette in het NS-station (3)                           |
| 2392                            | Monument Jordaan/Boellaard op landgoed Clingendael         | verzet Nederland |                                                                        | 8 november 1946   | plaquette                 | Clingendael 7, 2597 VH                          | Den Haag     | 52° 5' 49" NB, 4° 19' 57" OL | Monument Jordaan/Boellaard op landgoed Clingendael        |
| 2400                            | Monument voor George Maduro                                | militairen in dienst van het Ned. Kon. 1940-1945, Verzet Nederland                                                                                        |                                                                        | 27 april 1991     | plaquette                 | George Maduroplein 1, 2584 RZ                   | Den Haag     | 52° 5' 57" NB, 4° 17' 60" OL | Monument voor George Maduro                               |
| 2778                            | Monument in het stadhuis                                   | burgerslachtoffers |                                                                        |                   | plaquette                 | Spui 70, 2511 BT                                | Den Haag     | 52° 4' 38" NB, 4° 18' 57" OL | Monument in het stadhuis                                  |
| 2779                            | Monument Ypenburg                                          | militairen in dienst van het Ned. Kon. 1940-1945 | Ineke van Dijk (1940)                                                  | 10 mei 2000       | beeld/sculptuur           | Ilsy Plantsoen 1, 2497 GA                       | Ypenburg     | 52° 3' 11" NB, 4° 23' 38" OL | Monument Ypenburg                                         |
| 3012                            | Joods Kindermonument                                       | burgerslachtoffers | Sarah Benhamou, Eric de Vries                                          | 20 november 2006  | overig                    | Rabbijn Maarsenplein                            | Den Haag     | 52° 4' 33" NB, 4° 18' 51" OL | Joods Kindermonument                                      |
| 3024                            | Indië-monument                                             | militairen in dienst van het Ned. Kon. na 1945 | Gert Dumbar                                                            | 18 september 2002 | gedenksteen               | Prof. B.M. Teldersweg                           | Den Haag     | 52° 5' 52" NB, 4° 17' 40" OL | Indië-monument                                            |
| 3031                            | Het Studentenverzet 1940-1945                              | verzet Nederland | Oswald Wenckebach (1895-1962)                                          |                   | plaquette                 | Rijnstraat 50, 2515 XP                          | Den Haag     | 52° 4' 52" NB, 4° 19' 21" OL |                                                           |
| 3032                            | Vrouwenfiguur                                              | burgerslachtoffers | dhr. J. van Rhyn                                                       |                   | beeld/sculptuur           | Rijnstraat 50, 2515 XP                          | Den Haag     | 52° 4' 52" NB, 4° 19' 21" OL |                                                           |
| 3274                            | Monument voor Bob Oosthoek                                 | verzet Nederland |                                                                        |                   | plaquette                 | Korte Voorhout 3, 2511 CW                       | Den Haag     | 52° 4' 56" NB, 4° 18' 56" OL | Monument voor Bob Oosthoek                                |
| 3284                            | Plaquette in het stadhuis                                  | burgerslachtoffers |                                                                        |                   | plaquette                 | Spui 70, 2511 BT                                | Den Haag     | 52° 4' 38" NB, 4° 18' 57" OL | Plaquette in het stadhuis                                 |
| 3307                            | Homomonument Den Haag Internationaal                       | vervolgden Nederland, burgerslachtoffers | Theo ten Have                                                          | 1 oktober 1993    | beeld/sculptuur           | Koninginnegracht, 2514                          | Den Haag     | 52° 5' 34" NB, 4° 18' 34" OL | Homomonument Den Haag Internationaal                      |
| 3455                            | Aartsengel Michaël                                         | overig | Herman van Remmen (1889-1967)                                          |                   | beeld/sculptuur           | Westeinde                                       | Den Haag     | 52° 4' 30" NB, 4° 18' 7" OL  | Aartsengel Michaël                                        |
| 3487                            | Militair Erehof Kerkhoflaan                                | militairen in dienst van het Ned. Kon. 1940-1945 | Dirk Bus                                                               | 1 oktober 1942    | gedenkmuur                | Kerkhoflaan 12, 2585 JB                         | Den Haag     | 52° 5' 44" NB, 4° 18' 13" OL | Meer afbeeldingen                                         |
| 3563                            | Monument bij het wijkcentrum de Wissel                     | algemeen |                                                                        |                   | zuil                      | Ledeganckplein 25, 2524 CR                      | Den Haag     | 52° 3' 12" NB, 4° 19' 2" OL  | Monument bij het wijkcentrum de Wissel                    |
| Dit oorlogsmonument op Wikidata | Leger en Vloot                                             | gemobiliseerde troepen tijdens de Eerste Wereldoorlog | ir. Dirk Roosenburg & Toon Dupuis                                      | 20 september 1921 | beeld/sculptuur           | Strandweg                                       | Scheveningen | 52° 6' 47" NB, 4° 16' 49" OL | Leger en Vloot                                            |
|                                 | Plaquettes Vliegveld Ockenburg                             | Nederlandse militairen die in de Slag om Ockenburgh sneuvelden                                                                                            |                                                                        | 13 juli 2013      | plaquette                 | Wijndaelerweg 7, 2554 BZ                        | Den Haag     |                              | Plaquettes Vliegveld Ockenburg                            |
|                                 | Plaquette in De Bijenkorf                                  | "Onze gevallenen" |                                                                        | =                 | plaquette                 | Gedempte Gracht 28, 2512 CB                     | Den Haag     |                              | Plaquette in De Bijenkorf                                 |
| 3987                            | Monument Bombardement Alexanderkazerne                     | 66 Nederlandse militairen die tijdens de Slag om Den Haag sneuvelden op 10 mei 1940                                                                       |                                                                        | 4 mei 2016        | reliëf                    | Oude Waalsdorperweg 10, 2597 AK                 | Den Haag     | 52° 6' 19" NB, 4° 19' 8" OL  | Monument Bombardement Alexanderkazerne                    |
|                                 | Plaquette Maison de Bonneterie                             | Haagse en Amsterdamse Joodse medewerkers van dit modehuis die tijdens de Tweede Wereldoorlog zijn omgebracht (plaquette is identiek aan die in Amsterdam) |                                                                        | =                 | plaquette                 | Gravenstraat 2, 2513 AK                         | Den Haag     | 52° 4' 42" NB, 4° 18' 34" OL | Plaquette Maison de Bonneterie                            |
|                                 | Herdenkingssteen 1940-1945 gevallen lidmaten uit Den Haag  | Haagse lidmaten van de Nederlandse Hervormde Kerk |                                                                        | =                 | plaquette                 | Rond de Grote Kerk 10, 2513AM                   | Den Haag     | 52° 4' 38" NB, 4° 18' 24" OL | Herdenkingssteen 1940-1945 gevallen lidmaten uit Den Haag |
|                                 | Plaquette Siewert de Koe                                   | Nederlands verzet |                                                                        | =                 | plaquette                 | Denneweg, in poort naar nummer 74               | Den Haag     | 52° 5' 7" NB, 4° 18' 44" OL  | Plaquette Siewert de Koe                                  |
|                                 | Capitulatie 14 mei 1940                                    | Nederlandse strijdkrachten |                                                                        | 14 mei 1990       | plaquette                 | Lange Voorhout 7, 2514EA                        | Den Haag     | 52° 4' 54" NB, 4° 18' 38" OL | Capitulatie 14 mei 1940                                   |
|                                 | British Seamen and Marines                                 | Britse zeelieden en mariniers van de getorpedeerde pantserkruisers H.M.S. Aboukir, H.M.S. Cressy en H.M.S. Hogue (Eerste Wereldoorlog)                    |                                                                        |                   | graven en een gedenkteken | Kerkhoflaan 12, 2585JB                          | Den Haag     | 52° 5' 45" NB, 4° 18' 9" OL  | Meer afbeeldingen                                         |
|                                 | Vissers Monument 1914-1919                                 | Ruim 300 omgekomen Scheveningse vissers | C.J.M. van Duijne                                                      | 26 september 1922 | beeld/sculptuur           | Scheveningseweg nabij Frankenslag               | Den Haag     | 52° 5' 58" NB, 4° 16' 57" OL | Vissers Monument 1914-1919                                |
|                                 | Plaquette Kees Groot                                       | Geëxecuteerd kind (22 november 1944) |                                                                        | 27 september 2008 | plaquette                 | Spui 192, 2511BW                                | Den Haag     | 52° 4' 34" NB, 4° 19' 6" OL  | Plaquette Kees Groot                                      |
|                                 | Plaquette Het Joodsche Tehuis                              | Deportatie van ± 14.000 Joodse Hagenaars |                                                                        | 4 mei 1995        | plaquette                 | Paviljoensgracht 33, 2512BL                     | Den Haag     | 52° 4' 28" NB, 4° 18' 39" OL | Plaquette Het Joodsche Tehuis                             |
| 4070                            | Joodse Gedeporteerden Rosenburg                            | Deportatie van 251 Joodse patiënten en onderduikers | Merijn Bolink                                                          | 27 december 2017  | sculptuur                 | Nectarinestraat 10, 2552 LZ                     | Den Haag     | 52° 3' 34" NB, 4° 14' 58" OL |                                                           |
|                                 | Gedenkteken vrijmetselaars 1940-1945                       | Vervolgde vrijmetselaars |                                                                        |                   | sculptuur                 | Javastraat 2B, 2585AM                           | Den Haag     | 52° 5' 14" NB, 4° 18' 4" OL  | Gedenkteken vrijmetselaars 1940-1945                      |
|                                 | Bombardement Centraal Bevolkingsregister in Villa Kleykamp | burgerslachtoffers |                                                                        |                   | plaquette                 | Turfmarkt 147, 2511DP                           | Den Haag     |                              |                                                           |
|                                 | Door V2-raket omgekomen brandweerlieden                    | burgerslachtoffers |                                                                        |                   | plaquette                 | Dedemsvaartweg 1, 2545AP                        | Den Haag     |                              |                                                           |
| 4235                            | Slachtoffers bombardementen op Loosduinen                  | burgerslachtoffers |                                                                        | 8 februari 2020   | plaquette                 | Loosduinse Hoofdstraat 62, 2552 AK              | Den Haag     | 52° 3' 15" NB, 4° 14' 20" OL | Slachtoffers bombardementen op Loosduinen                 |
|                                 | Stolpersteine                                              | Vervolgden Nederland | Gunter Demnig                                                          |                   | reliëf                    |                                                 | Den Haag     |                              | Meer afbeeldingen                                         |
|                                 | Plaquette voor Florian Franciscus Aberle                   | Verzet Nederland |                                                                        |                   | plaquette                 | Westduinweg bij 38                              | Den Haag     | 52° 5' 35" NB, 4° 16' 1" OL  |                                                           |